# Puya lanata
Puya lanata là một loài thực vật có hoa trong họ Bromeliaceae. Loài này được (Kunth) Schult. & Schult.f. miêu tả khoa học đầu tiên năm 1830.